# Kristidsrörelsen
Kristidsrörelsen (finska pulaliikkeitä) är benämning på politiska grupper, av varierande kulör, inom  Finlands lantbrukarbefolkning, vilken under det tidiga 1930-talets ekonomiska depression var hårt trängd av bland annat räntor och exekutiva auktioner. 
Skuldsatta småbönder som hade kämpat på den vita sidan 1918 och råkat i ekonomiskt trångmål kunde inte acceptera att deras egendom "konfiskerades" av banker och andra fordringsägare. Många av dem som högljutt protesterade mot de lokala penninginrättningarnas osmidighet och Finlands Banks strama penningpolitik var småbrukare som stöttes bort av Lapporörelsens indifferenta hållning till deras krav. Ägare av större och medelstora gårdar föredrog dock att förlita sig på Lapporörelsen. Kristidsrörelser av varierande kulör uppstod i Egentliga Finland, Karelen och Österbotten. De framförde i allmänhet sitt budskap i en starkt populistisk ton. Myndigheterna oroades av att det på olika håll inträffade smärre sammanstötningar bland annat då exekutiva auktioner skulle verkställas. 
Det första kristidsmötet hölls i januari 1931 i Loimaa, och i april följde en stormönstring på samma ort, till vilken man hade inbjudit även nationalekonomen Yrjö Jahnsson, professor vid Tekniska högskolan i Helsingfors och den officiella bank- och penningpolitikens mest kände kritiker. Jahnsson accepterade rollen som kristidsmännens ideolog och sekunderades från och med maj 1931 av V.F. Johanson, docent i agrarpolitik vid Helsingfors universitet. Dessa båda lärda herrar blev på hösten 1931 ledare för var sin flygel av rörelsen, Johanson för den radikala "lappobetonade" Loimaarörelsen, som hade talrika anhängare även i Mellersta och Norra Österbotten, och Jahnsson för den moderatare Talouspulan vastustamisliitto, vilken utvecklade sig till den viktigaste kristidsrörelsen i södra Finland. I Gränskarelen uppträdde affärsmannen Jaakko Seise (1876–1935) och hans kristidsmän. 
I mitten av oktober 1931 avsnörde sig lappoanhängare, kristidsmän och frontmän i Viborgstrakten till en egen rörelse, som kallades Landskapsrörelsen (finska: Maakuntien liike) eller Viborgsrörelsen. En central gestalt inom denna var lantbrukaren Antti Juutilainen (1882–1951) från S:t Andree. Vid det konstituerande mötet på Ostrobotnia i Helsingfors den 22 oktober 1931 presenterades ett program som endast i vaga ordalag berörde böndernas ställning, men i stället krävde bland annat revidering av den lagstiftning som reglerade arbetarnas villkor, inskränkning av rösträtten samt resoluta ingrepp från samhällets sida mot kommunistisk och socialistisk agitation. Kristidsmän från Kalajokidalen framförde vid detta möte krav bland annat på att tjänstemännens löner skulle halveras och förbudslagen bevaras, men vann inget gehör. 
Den gren av kristidsrörelsen som hade vuxit fram i Kalajokidalen grundade i augusti 1932 ett eget parti, Folkpartiet (officiellt Kansanpuolue, kallades på svenska även Finska folkpartiet). Grundandet stod i ett visst samband med hästupproret i Nivala någon månad tidigare. Folkpartiet sade sig i sitt först publicerade program, som hade en starkt populistisk anstrykning, bland annat understöda ett parlamentariskt och republikanskt statsskick samt krävde en nedskärning av antalet tjänstemän och av undervisningsväsendet, som ansågs alltför betungande för landets ekonomi. Till dess krav hörde vidare, att statsuniversitetet omedelbart skulle förfinskas och svenskan göras till ett frivilligt ämne i de finskspråkiga läroverken. 
Vid riksdagsvalet 1933 ställde partiet upp i Uleåborgs läns södra valkrets och samlade där 8 549 röster, vilket berättigade till två mandat. Detta innebar en kännbar förlust för Agrarförbundet, som det nya partiet närmast konkurrerade med. 
Kristidrörelserna ebbade småningom ut, sedan de ekonomiska konjunkturerna förbättrats. Längst levde kristidsstämningarna kvar bland småbrukarna i norra Österbotten och särskilt i Muhos, där en kristidsrörelse som i själva verket var en kommunistisk täckorganisation var verksam åren 1931–1936 och även spred sig över gränsen till Sverige. Efter hand började Agrarförbundet framstå som ett attraktivt politiskt alternativ också för bönderna i Kalajokidalen. Folkpartiet, det tidigare grundade Småbrukarpartiet och kristidsrörelsen i Muhos gick dock 1936 samman i ett nytt parti, Pienviljelijäin ja maalaiskansan puolue, som var verksamt fram till 1958.